# Матроне, Марко
Марко Матроне (фин. Marco Matrone; 2 июня 1987, Скафати, Италия) — финский футболист итальянского происхождения, центральный полузащитник.

## Карьера
Полузащитник ранее представлял ФК «Хонка» и «Яро» в Вейккауслиге, итальянские «Ареццо», в котором правда играл в основном за молодёжный состав команды, и «Сансеполькро» (на правах аренды) в Серии B.
В марте 2008 года был впервые вызван в молодёжную сборную Финляндии (до 21).